# František Polívka

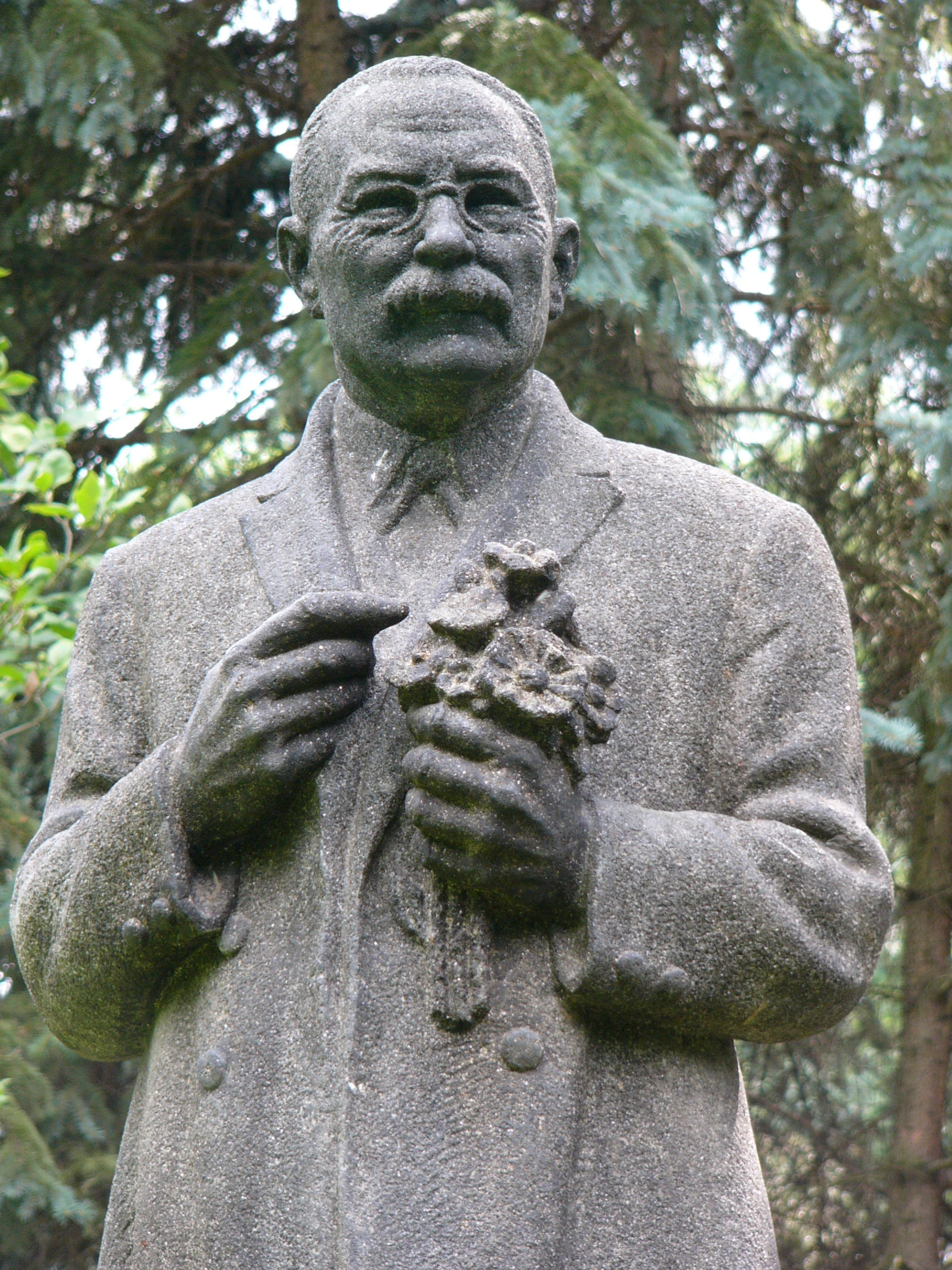
František Polívka – socha z diabasu v Olomouci

František Polívka (1. srpna 1860 v Bříze, dnes Bříza 11 (část obce Všestary) – 2. července 1923 v Olomouci), byl český botanik.

## Život
Vystudoval gymnázium v Hradci Králové a přírodní vědy na filozofické fakultě UK v Praze. Od roku 1884 byl vychovatelem v Nasavrkách u Chrudimi a od roku 1886 působil jako suplující učitel na českém gymnáziu v Olomouci. V roce 1902 se stal ředitelem české reálky v Olomouci a byl jmenován okresním školdozorcem pro české školy obecné městského okresu Olomouckého. Jeho socha z diabasu Julia Pelikána byla odhalena v roce 1933, nachází se na žulovém podstavci v Olomouci ve Smetanových sadech.
Jeho manželkou se stala Filomena Polívková (20. listopadu 1863 – 17. listopadu 1925).
Všechny Polívkovy knihy patří k základním kamenům české botanické bibliografie a vycházejí z nich, nebo je citují i současní botanikové.

## Publikace
- 1883 Etymologický slovníček latinského názvosloví přírodopisného.
- (1888) Pod drobnohledem, prostonárodní výklady přírodovědecké [3]
- (1891) Cizopasné rostliny jevnosnubné [4]
- 1896 Rostlinopis pro nižší třídy škol středních.
- 1897 Živočichopis pro nižší třídy škol středních.
- 1898 Klíč k určování našich nejrozšířenějších rostlin jevnosnubných.
- (1900) – (1904) Názorná květena zemí koruny české [5]
- 1908 Užitkové a pamětihodné rostliny cizích zemí. – Vydalo Nakladatelství R. Prombergra v Olomouci.
- 1912 Klíč k úplné květeně zemí koruny české.
- (1904) Klíč k určování rostlin v naši květeně nejčastěji se vyskytujícich [6]